# Anton Schütte
Anton Schütte (* 27. März 1817 in Coesfeld, Westfalen/Preußen; † 17. Mai 1867 in Milwaukee, nach anderer Quelle in Hoboken (New Jersey)/USA bzw. New York an Tuberkulose) war ein politischer Aktivist in Österreich, Journalist (Zeitungskorrespondent), Militär und erfolgreicher Geschäftsmann in den USA.

## Tätigkeit in Europa
Anton Schütte, der nach einem Studium der Philologie und Naturwissenschaften in Münster und Bonn 1843 in Würzburg promoviert hatte, arbeitete zunächst als Hauslehrer bei der Familie von Westfalen in Wien. Politisch trat Schütte erstmals im Frühjahr 1848 in Erscheinung. Er forderte hier für den „Verein der Volksfreunde“ die sofortige Einsetzung eines verfassunggebenden Parlaments für Österreich, was zu seiner Ausweisung führte. Im Sommer desselben Jahres wirkt Schütte als Verbindungsmann zwischen der Linken in der Paulskirche, dem Wiener Sicherheitsausschuss und den ungarischen Aufständischen.
Schütte emigrierte mit anderen Forty-Eighters in die USA und machte sich dort um das amerikanische Militär verdient. Die Einführung neuer Feldbacköfen geht auf Schütte zurück und damit (vermutlich) auch die Einführung des Pumpernickel, eines langsam gebackenen, dunklen Vollkornbrots.
Anton Schütte stand mit Friedrich Hecker in enger Verbindung.

## Werke (online)
- Gottlieb Haase, —: Führer auf den deutschen Eisenbahnen und Dampfbooten, zusammengestellt von Anton Schütte. G. Haase’s Söhne, Prag 1847. – Volltext online.
- Awrun Cheizes, —: Vorträge des Dr. Schütte und politische Debatten der Gesellschaft der Volksfreunde. Redigiert und herausgegeben von Adolf Chaisés. In zwanglosen Heften. Schmidbauer & Holzwarth, Wien 1848. – Volltext online.
- Die Wiener Oktober-Revolution. Aus dem Tagebuche des Dr. Schütte. Genaue Darstellung aller Wiener Ereignisse und Zustände vom 6. Oktober bis 4. November 1848. (…). Ehrlich, Prag 1848. – Volltext online.
- Europäische Chronik der wichtigsten Ereignisse des Jahres 1848. Oder: Zusammenstellung aller Revolutionen, Aufläufe, Krawalle, aller wichtigen Kammer-, Landtags-, Reichstags-Eröffnungen und Beschlüsse (…) nach Datum und Tag geordnet. Schletter, Breslau 1849. – Volltext online.
- Ungarn und der Ungarische Unabhängigkeitskrieg. (etc.) Schaefer, Dresden 1850. – Volltext online.